# Nicole Capitaine
Nicole Capitaine, nacida Nicole Taton, (Neuilly-sur-Seine, 14 de marzo de 1948) es una astrónoma francesa del Observatorio de París, conocida como experta en astrometría y estándares relacionados.

## Biografía
En 1969, Capitaine se graduó en la Facultad de Ciencias de París. Ella fue, por lo tanto, una de las últimas graduadas de esta subdivisión de la universidad antes de su reorganización después de los disturbios de París en 1968. En 1970, se graduó en astronomía en la Universidad Pierre y Marie Curie. El mismo año, se incorporó como asistente al Observatorio de París. Luego ocupó varios cargos allí antes de convertirse en astrónoma a cargo de la investigación. En 1972, obtuvo un doctorado en astronomía en la Universidad Pierre y Marie Curie. En 1982, escribió su tesis de habilitación, dándole el estatus de investigadora directa. En 1985, se convirtió en subdirectora del departamento de astronomía fundamental en el Observatorio de París. Se convirtió en la directora en 1993. Su actividad científica se llevó a cabo principalmente en el marco del Grupo de Investigación de Geodesia Espacial (GRGS), así como en varios grupos de trabajo de la Unión Astronómica Internacional. En 2002, aún en el Observatorio de París, se convirtió en astrónoma a tiempo completo en el departamento de SYRTE (Sistemas de Referencia de Tiempo Espacial). En 2013, se retiró y se convirtió en astrónoma emérita. 
Su trabajo, llevado a cabo en el marco de una gran cooperación internacional, llevó a una mejor definición de los sistemas de referencia y las escalas de tiempo para la astronomía, así como a un mejor conocimiento de la rotación de la Tierra. También han llevado a la adopción por parte de la IAU y IUGG (Unión Internacional Geodésica y Geofísica) de nuevos parámetros y modelos para la astronomía y la geodesia, que son esenciales para muchas aplicaciones en la dinámica espacial y la dinámica del sistema solar.